# Teotihuacan
Teotihuacan (nahuatl: Teōtīhuahcān, [teoːtiːˈwaʔkaːn̥]; spagnolo: Teotihuacán, [teotiwaˈkan]), fu una città precolombiana del Mesoamerica situata nella valle del Messico a circa 40 chilometri dalla moderna Città del Messico. Oggi è uno dei maggiori siti archeologici mesoamericani, conosciuto per le sue imponenti piramidi e le pregevoli architetture. Oltre alle citate piramidi, Teotihuacan appare importante anche per il suo significato antropologico dovuto ai suoi complessi residenziali multi-familiari, al "Viale dei Morti" e per la piccola parte dei suoi vivaci murales eccezionalmente ben conservati. Inoltre, la gente di Teotihuacan esportò ceramiche di pregevole fattura e sottili strumenti di ossidiana, oggetti che ottennero grande prestigio e un diffuso utilizzo in tutto il Mesoamerica.
Si ritiene che la città sia stata fondata intorno al 100 a.C., con i principali monumenti che continuarono ad essere edificati fino a circa il 250 d.C. Il nucleo urbano continuò ad essere abitato fino al VII-VIII secolo d.C., ma i suoi principali monumenti furono abbandonati e sistematicamente bruciati intorno al 550 d.C. Teotihuacan, fondata come nuovo centro religioso delle alture messicane, ben presto divenne la più grande e popolata città del Nuovo Mondo. Al suo apice, probabilmente avvenuto intorno alla prima metà del I millennio d.C., fu tra i più grandi centri urbani delle Americhe precolombiane, con una popolazione stimata di oltre 125000 abitanti, che la rendeva almeno la sesta città più grande in tutto il mondo di quell'epoca. Per contenere questa grande popolazione, nella città sorsero case a più piani che ospitavano più famiglie. Il termine "Teotihuacan" (o "Teotihuacano") viene utilizzato anche per indicare l'intera civiltà e la società culturale associata al sito.
Anche se vi è un dibattito circa il ruolo di Teotihuacan come centro per un impero statale, la sua influenza in tutto il Mesoamerica è ben documentata; testimonianze della presenza della civiltà teotihuacana possono essere riscontrate in numerosi siti archeologici di Veracruz e della regione Maya. Molto probabilmente gli Aztechi potrebbero essere stati influenzati da questa città. L'etnia degli abitanti di Teotihuacan è anch'essa oggetto di studi. Possibili candidati sono i gruppi etnici Nahua, Otomi o Totonachi. Gli studiosi hanno anche suggerito che Teotihuacan fosse uno stato multietnico.
La città e il sito archeologico si trovano in quello che oggi è il comune di San Juan Teotihuacán nello stato federato del Messico, circa 40 chilometri a nord-est di Città del Messico. Il sito copre una superficie totale di 83 chilometri quadrati ed è stato designato come patrimonio dell'umanità dall'UNESCO nel 1987. È il sito archeologico più visitato del Messico.

## Il nome
Il nome della città è per convenzione scritto con l'accento tonico marcato sull'ultima sillaba, in conformità alle regole dell'ortografia della lingua spagnola. Nella lingua náhuatl il nome viene invece pronunciato [teoti'wakan], con l'accento sulla sillaba "wa", che tuttavia non viene segnato graficamente. Entrambe le pronunce sono utilizzate e parimenti legittime.
Il nome Teotihuacan fu dato alla città dagli Aztechi solo secoli dopo la sua caduta, e secondo gli scritti di Bernardino de Sahagún veniva tradotto come "la città degli dei". Sono state proposte anche traduzioni alternative, quali Il luogo di nascita degli dei. Recentemente però, seguendo uno studio sull'evoluzione della parola dal nome quattrocentesco Teo uacan, di cui nel Codice Xólotl si fa riferimento, il glifo che rappresenta la città è stato ritradotto come "la città del sole".
Non conosciamo quale fosse il nome originario, ma in alcuni testi geroglifici della regione Maya compare definita come "puh", ovvero la "regione dei canneti". Questo suggerisce che i Maya conoscessero Teotihuacan come una "regione dei canneti" analoga ad altri insediamenti del Messico centrale che erano chiamati Tollan, come quelli di Tula-Hidalgo e Cholula. Queste denominazioni consuetudinarie crearono una certa confusione, nei primi anni del secolo scorso, in quanto gli studiosi discussero a lungo chiedendosi se Teotihuacan oppure Tula-Hidalgo fossero la Tollan che era stata descritta dalle cronache del XVI secolo. Adesso sembra ormai chiaro che con il termine Tollan si debba genericamente intendere un tipico modo di concepire l'inurbazione in Centroamerica, ovvero assimilare metaforicamente i fasci di canne che facevano parte dell'ambiente lacustre dell'altopiano del Messico, agli assembramenti di persone in una città.

## Storia

### Origini e fondazione

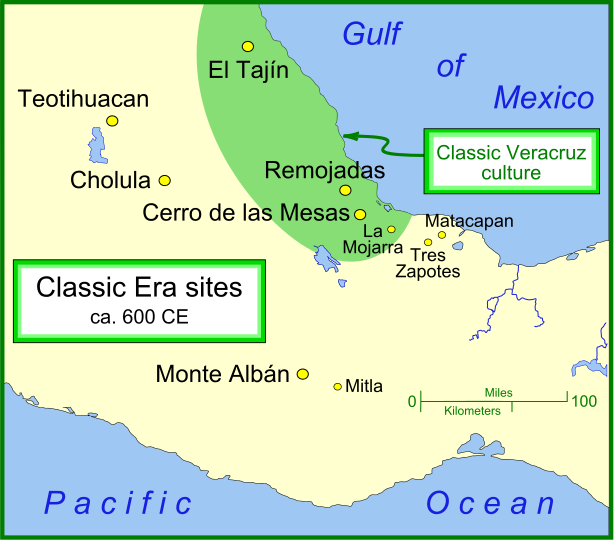
Teotihuacan e altre importanti città dell'Era classica

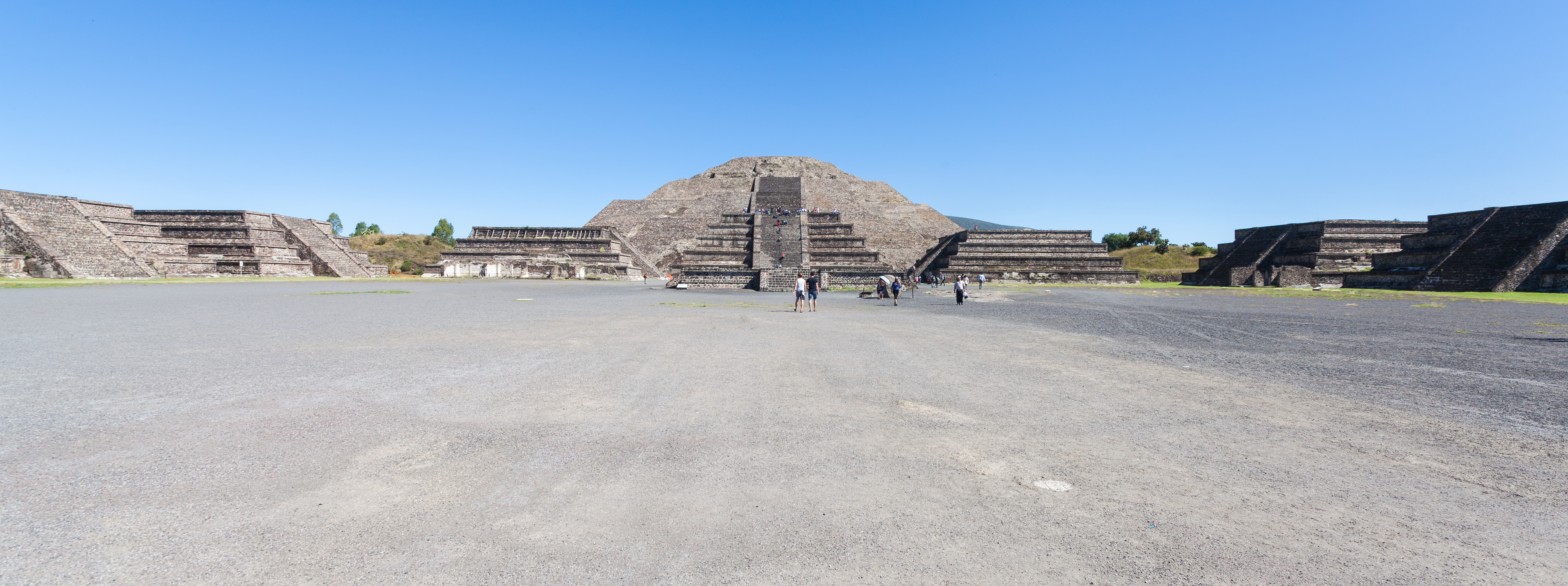
La Piramide della Luna

I primi anni della storia di Teotihuacan sono avvolti nel mistero e l'origine dei suoi fondatori è tuttora oggetto di discussione. Per molti anni gli archeologi hanno creduto che fosse stata costruita dal popolo dei Toltechi, una delle più antiche civiltà messicane. Questa teoria si basava sul ritrovamento di alcuni scritti di origine azteca che attribuivano l'origine del sito appunto ai Toltechi. Tuttavia, il termine Nahuatl Toltec significa grande maestro artigiano e potrebbe non essere sempre stato usato solo per fare riferimento alla civiltà tolteca. Inoltre Teotihuacan risale ad un'epoca precedente a quella della civiltà Tolteca, escludendola quindi dal novero dei possibili fondatori.
Alcuni studiosi candidano come fondatori di Teotihuacan il popolo dei Totonachi ma il dibattito è comunque ancora aperto. Esistono prove del fatto che almeno alcuni degli abitanti di Teotihuacan venissero da zone diverse dell'area di influenza teotihuacana e si riscontra la presenza di etnie Zapoteca, Mixteca e Maya. La cultura e l'architettura di Teotihuacan furono influenzate da quelle della civiltà Olmeca che è considerata la "civiltà madre" delle varie culture centroamericane. L'edificazione di Teotihuacán, che secondo la leggenda sorge nel luogo dove gli dei si riunirono per progettare la creazione dell'uomo, iniziò verso il 300 a.C., mentre la Piramide del Sole fu costruita circa nel 150 a.C.

### L'età dell'oro di Teotihuacan
La città raggiunse il culmine del suo splendore nel periodo compreso tra il 150 e il 450, quando fu il centro principale di un'importante cultura che dominò l'America Centrale, esercitando un potere ed un'influenza paragonabili a quelli dell'antica Roma. Nel momento di massimo sviluppo aveva un'ampiezza di più di 30 km² e probabilmente ospitava una popolazione di oltre 150000 persone, arrivando forse anche a 200000. I vari quartieri cittadini ospitavano persone provenienti da tutto l'impero Teotihuacano.

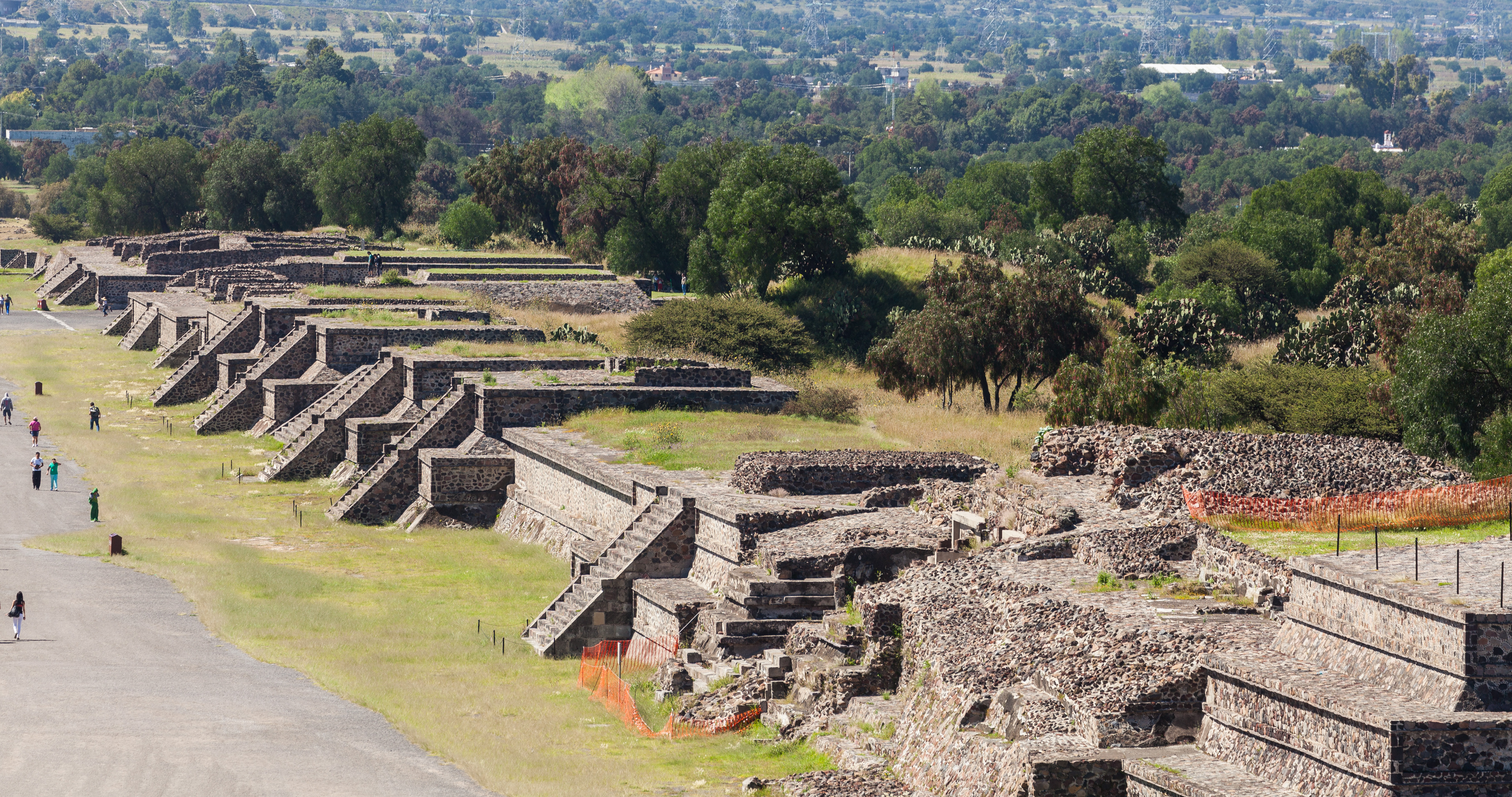
Piattaforme rialzate lungo il Viale dei Morti costruita con lo stile Talud-Tablero

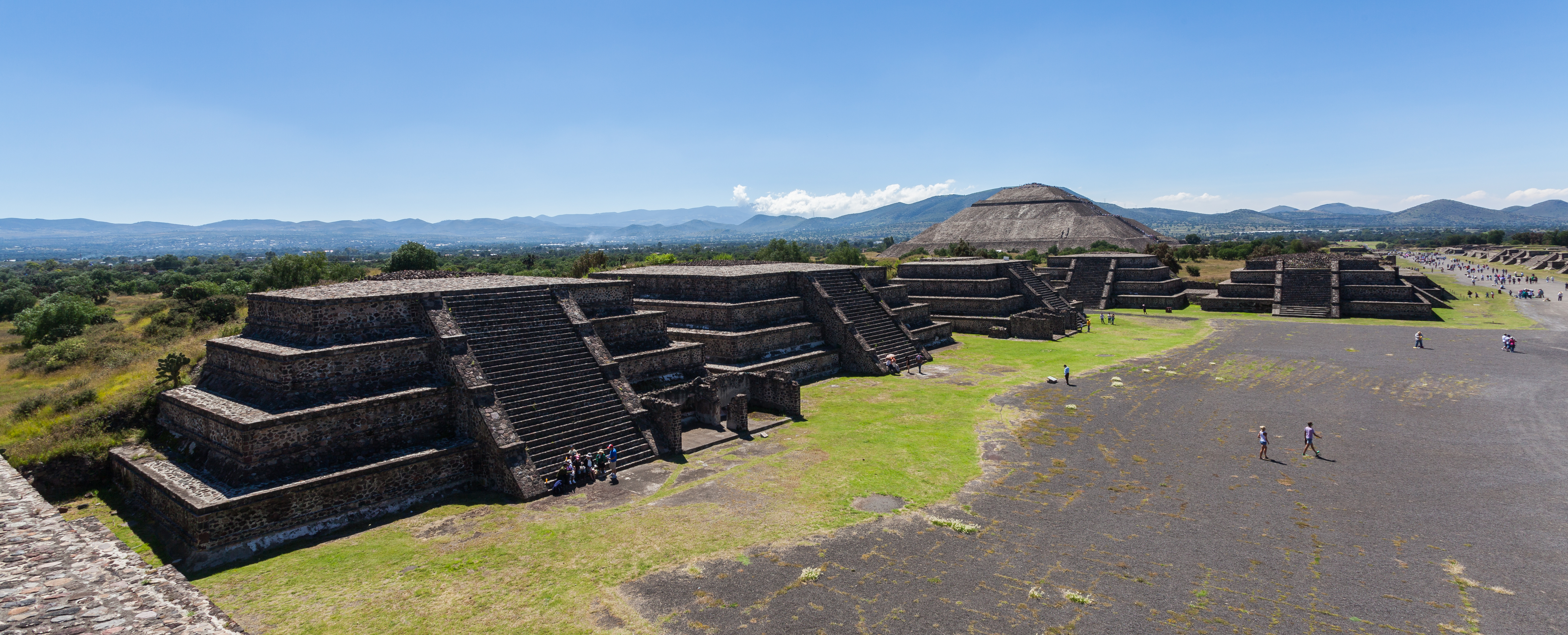
La Piramide del Sole vista da quella della Luna

È interessante notare come in città siano del tutto assenti fortificazioni o costruzioni ad uso militare: la sua influenza potrebbe essere stata, infatti, maggiormente esercitata per mezzo dei commerci e della religione piuttosto che delle conquiste militari. Anche se questa mancanza di fortificazioni non dimostra, ipso facto, una mancanza di bellicosità imperialista dei suoi abitanti: Sparta era priva di mura e di qualsiasi fortificazione, avendo negli scudi dei suoi soldati le mura che le servivano e molti altri esempi simili possono essere fatti. Ovvero, come sostiene l'antropologo dell'università di Chicago Laurence H. Keeley, la presenza di fortificazioni è una prova dell'esistenza della guerra, mentre la mancanza di fortificazioni non è una prova del regno della pace; ovvero l'assenza di prova non è una prova di assenza e viene il più delle volte utilizzata solo per giustificare una pacificazione del passato di carattere ideologico-romantico.
Di fatto è molto probabile che una concentrazione così esorbitante di abitanti in una sola città, tale da impoverire demograficamente tutti i dintorni, sia stata possibile anche perché le città e le zone circostanti erano state asservite politicamente e militarmente da un impero che trovava in questa città la propria capitale. Magari seguendo il modello, tipico del Mesoamerica e diffuso anche in seguito, della prominenza di una città-stato imperiale su varie città-stato sottomesse a tributi e private di parte dell'indipendenza spirituale, politica ed economica o con dinastie locali costrette ad imparentarsi ad una dinastia centrale.
Lo stile architettonico di Teotihuacan fornì un grande contributo alla cultura centroamericana in generale. Ad esempio qui hanno avuto origine le piramidi a gradini, che furono assolutamente fondamentali nell'architettura Azteca e Maya. Lo stile con cui è stata costruita è chiamato "talud-tablero", vale a dire che un pannello rettangolare (tablero) viene sistemato sopra un piano inclinato (talud).

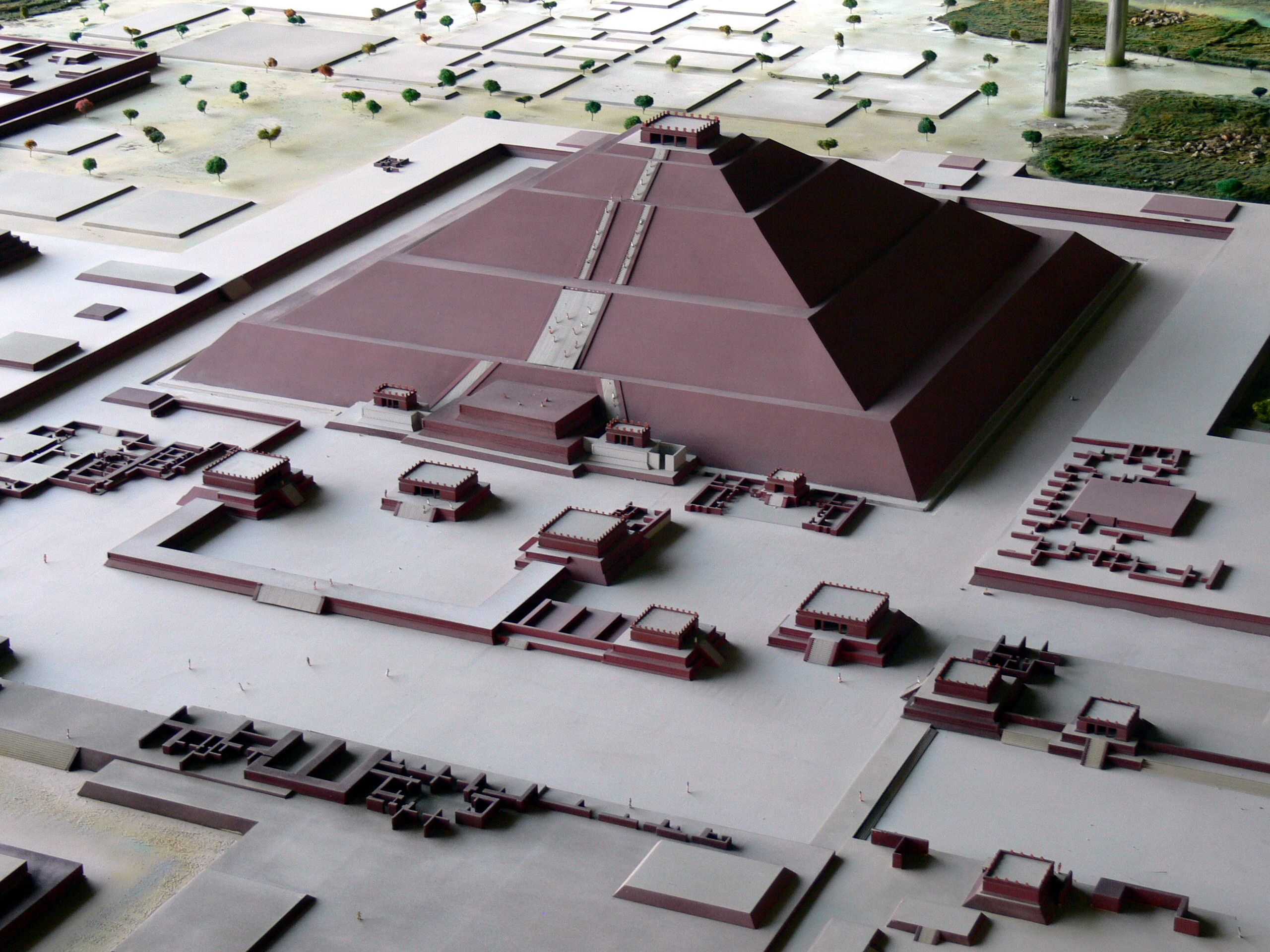
Ricostruzione di Teotihuacan in un modellino.

La città era un importante centro manifatturiero ed ospitava numerosi vasai, gioiellieri ed artigiani. Teotihuacán e i suoi dintorni erano inoltre ricchi di cave di ossidiana e c'era un intenso commercio di questa roccia vulcanica vetrosa, e di manufatti con essa realizzati, con le altre regioni del centroamerica.
Sfortunatamente non si conoscono testi scritti nell'antica lingua di Teotihuacán (e non si sa neppure se siano in effetti mai esistiti) ma si trovano occasionali riferimenti alla città sulle iscrizioni dei monumenti Maya che ci mostrano come la nobiltà di Teotihuacán si sia spostata fino alle zone dell'odierno Honduras ed abbia contratto matrimoni unendosi con le famiglie dei sovrani locali. 
Tutto ciò che comunque possiamo desumere della cultura di Teotihuacán, viene tratto dai bassorilievi che decorano le vestigia di questa e altre antiche città, più alcuni altri, come gli affreschi Wagner, che si trovano in collezioni private.

### Il declino e la fine
Nei tempi passati si credeva che, in un qualche momento nel corso del VII o VIII secolo, la città fosse stata saccheggiata e bruciata da un popolo invasore, probabilmente i Toltechi. Prove archeologiche più recenti sembrano invece indicare che gli incendi furono circoscritti agli edifici e alle residenze riservate alla nobiltà: i bassifondi e i quartieri più poveri risultano, al contrario, essere rimasti quasi intatti. Molti ora sostengono, quindi, che questa è la prova che l'incendio fu provocato da una sommossa interna, e che la teoria dell'invasione era stata erroneamente proposta a causa del fatto che i primi studi archeologici erano stati eseguiti concentrandosi esclusivamente su templi e palazzi, tutti luoghi usati dalle élite dell'epoca: dato che tutte queste rovine presentavano tracce di incendio, gli archeologi avevano concluso che l'intera città fosse andata a fuoco. Ora, invece, si sa che l'opera di distruzione in città si concentrò sulle principali strutture cittadine, localizzate lungo il Viale dei Morti, simbolo del potere: alcune statue, in particolare, sembrano essere state metodicamente distrutte e i loro frammenti volontariamente dispersi. Anche il fatto che il numero degli abitanti avesse cominciato a calare durante il IV secolo e V secolo è un indizio a sostegno dell'ipotesi di tensioni interne.

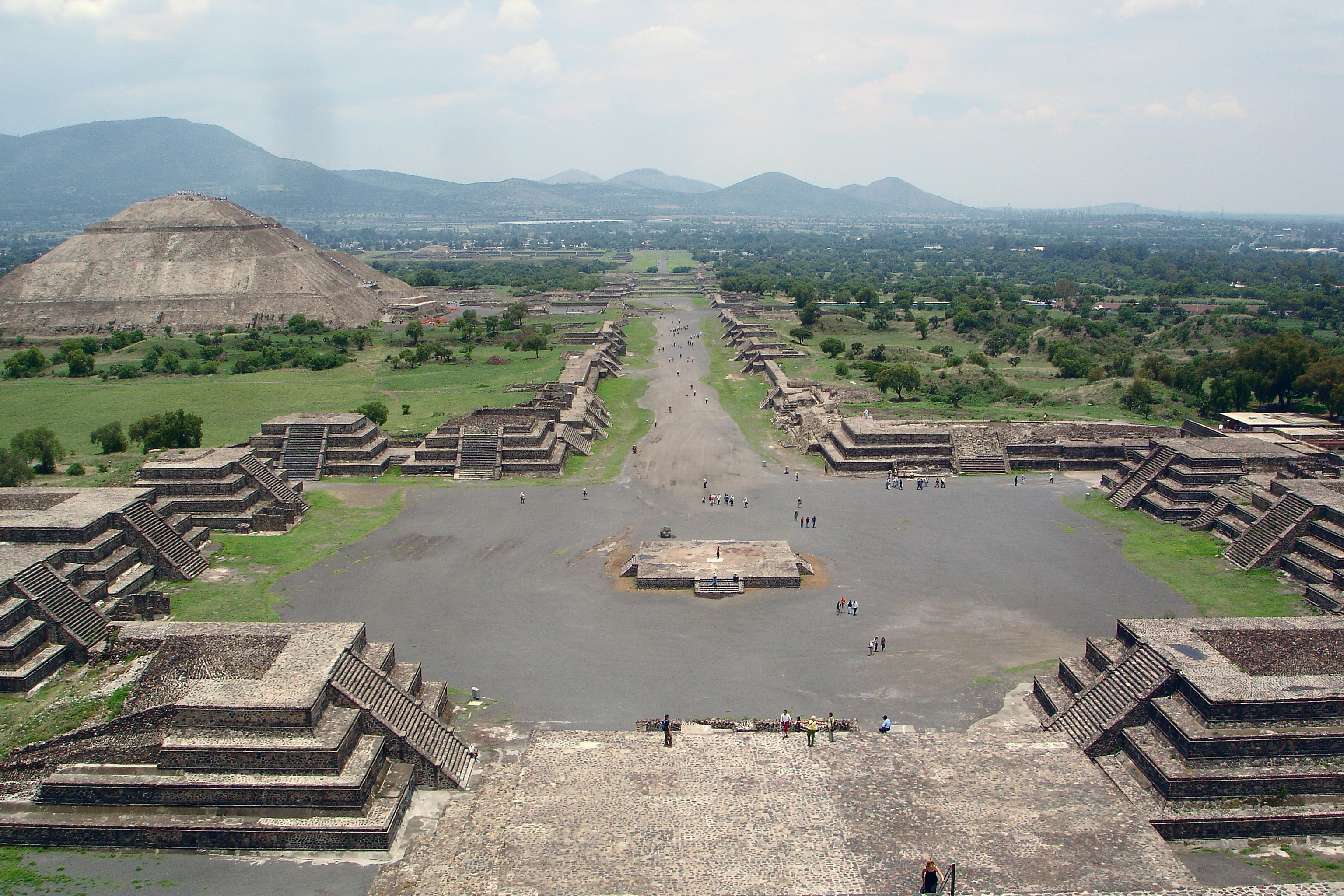
Vista dalla piramide della Luna

Il declino di Teotihuacan è stato anche messo in relazione con la siccità causata dai cambiamenti climatici avvenuti negli anni 535 - 536. Questa teoria si basa sull'analisi dei resti umani trovati negli scavi, che mostra un aumento degli scheletri di persone ancora in giovane età con segni di denutrizione nel corso del VI secolo. Questa tesi non contrasta con nessuna delle teorie sopra esposte, dal momento che sia un aumento delle situazioni di conflitto esterno che una guerra civile possono comunque avere l'effetto di condurre ad un periodo di carenza d'acqua e di carestia.
Gli altri centri vicini, come Cholula, Xochicalco e Cacaxtla, tentarono presto di riempire il vuoto di potere creato dal declino di Teotihuacan. Potrebbero anche aver creato un'alleanza contro Teotihuacan per ridurne il potere e l'influenza. Lo stile artistico e architettonico rinvenuto in questi siti mostra il tentativo di imitare quello Teotihuacan, ma anche una più eclettica fusione di motivi stilistici ed iconografici provenienti da altre parti del Centroamerica, specialmente dalle regioni Maya.

## La cultura di Teotihuacan

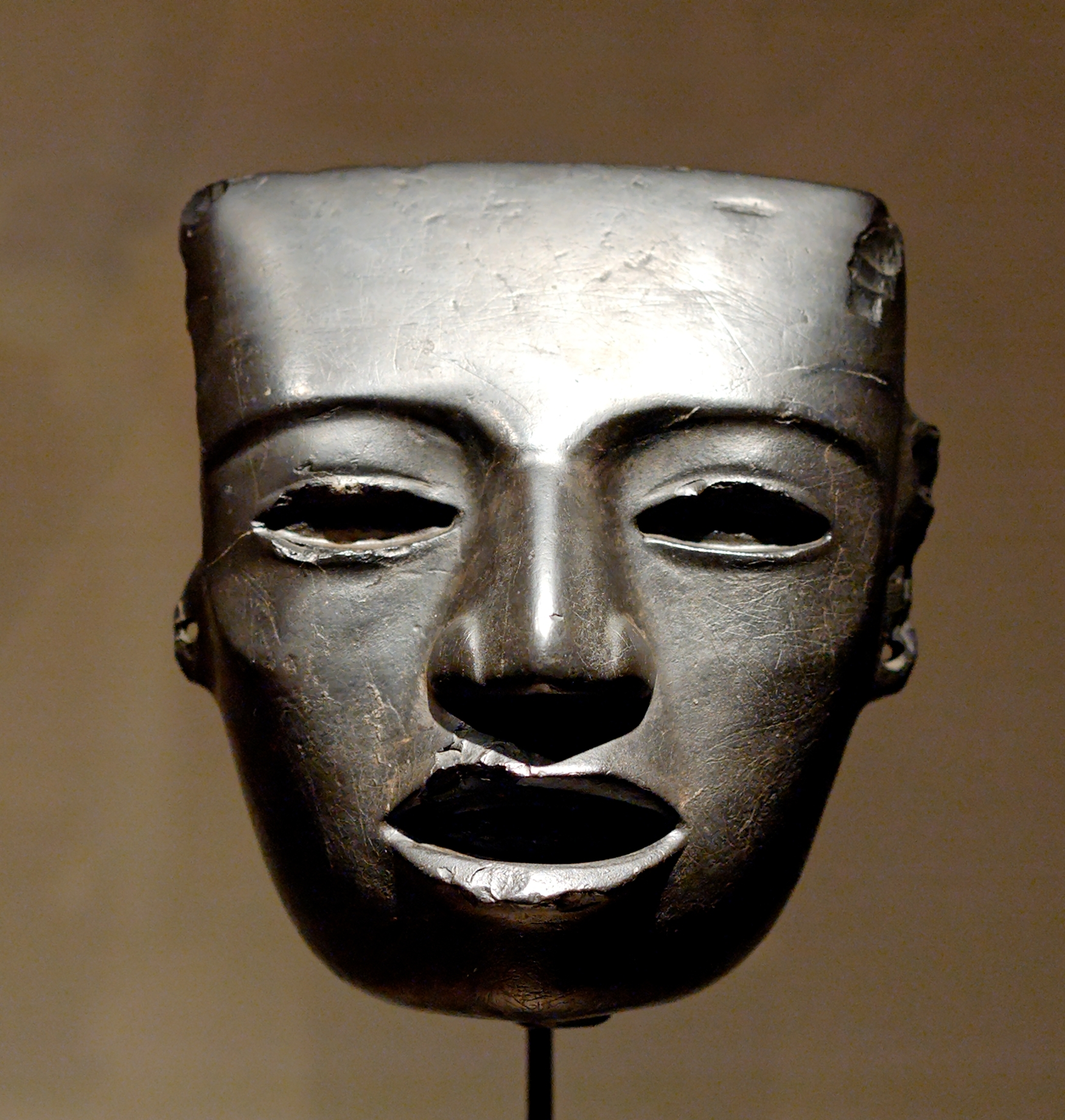
Maschera in pietra ritrovata a Teotihuacan. III-VII secolo d.C.

### Gli abitanti
Prove archeologiche dimostrano che la città di Teotihuacan fu abitata da genti di varie etnie e che esistevano quartieri distinti per gli Zapotechi, i Mixtechi, i Maya e per i Nahua. I Totonac sostennero comunque sempre di essere stati loro a costruirla, una tradizione proseguita in tempi successivi dagli Aztechi.

### La lingua
Nel suo saggio del 2001, Terrence Kaufman prova come il più importante gruppo etnico a Teotihuacan fosse di ceppo linguistico Totonaca e/o Mixteca-Zoque. In questo modo egli spiega la diffusa influenza che queste due lingue ebbero su molte altre lingue centroamericane, anche se molte non sembrerebbero aver avuto storicamente alcun contatto con esse.

### Religione

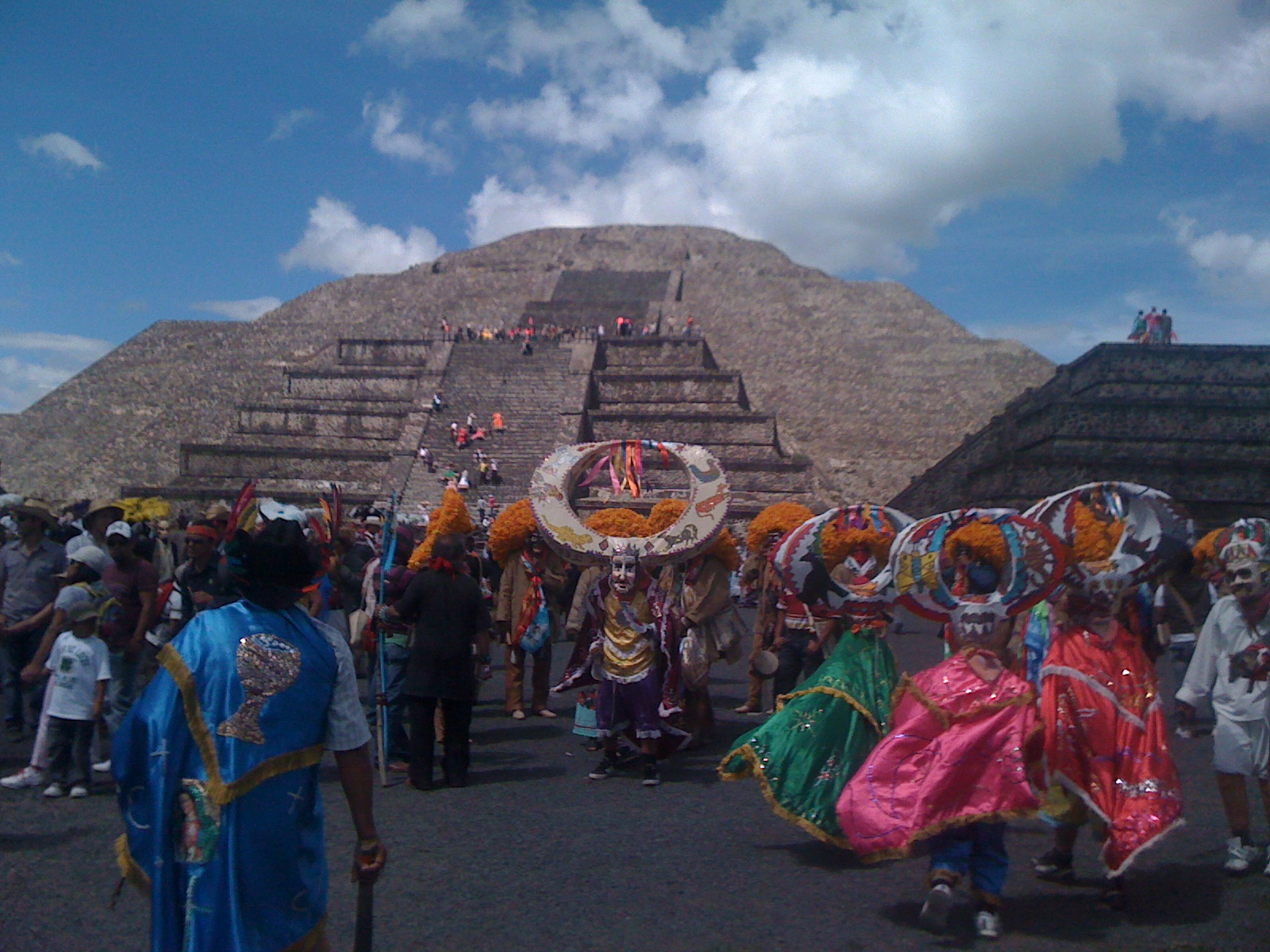
Rito Sciamanico

La religione praticata a Teotihuacan era simile a quelle di altre civiltà centroamericane. Si adoravano molti déi comuni come il Serpente Piumato e il Dio della pioggia. Teotihuacan era un importante centro religioso e probabilmente la classe sacerdotale esercitava largamente anche il potere politico. Come succedeva in altre culture della regione, a Teotihuacan si praticavano sacrifici umani: durante gli scavi delle piramidi sono stati trovati i resti sia di uomini che di animali offerti in sacrificio agli déi. Si pensa che, quando gli edifici venivano costruiti ex novo oppure ampliati, si facessero dei sacrifici per consacrarli.

## La forma della città

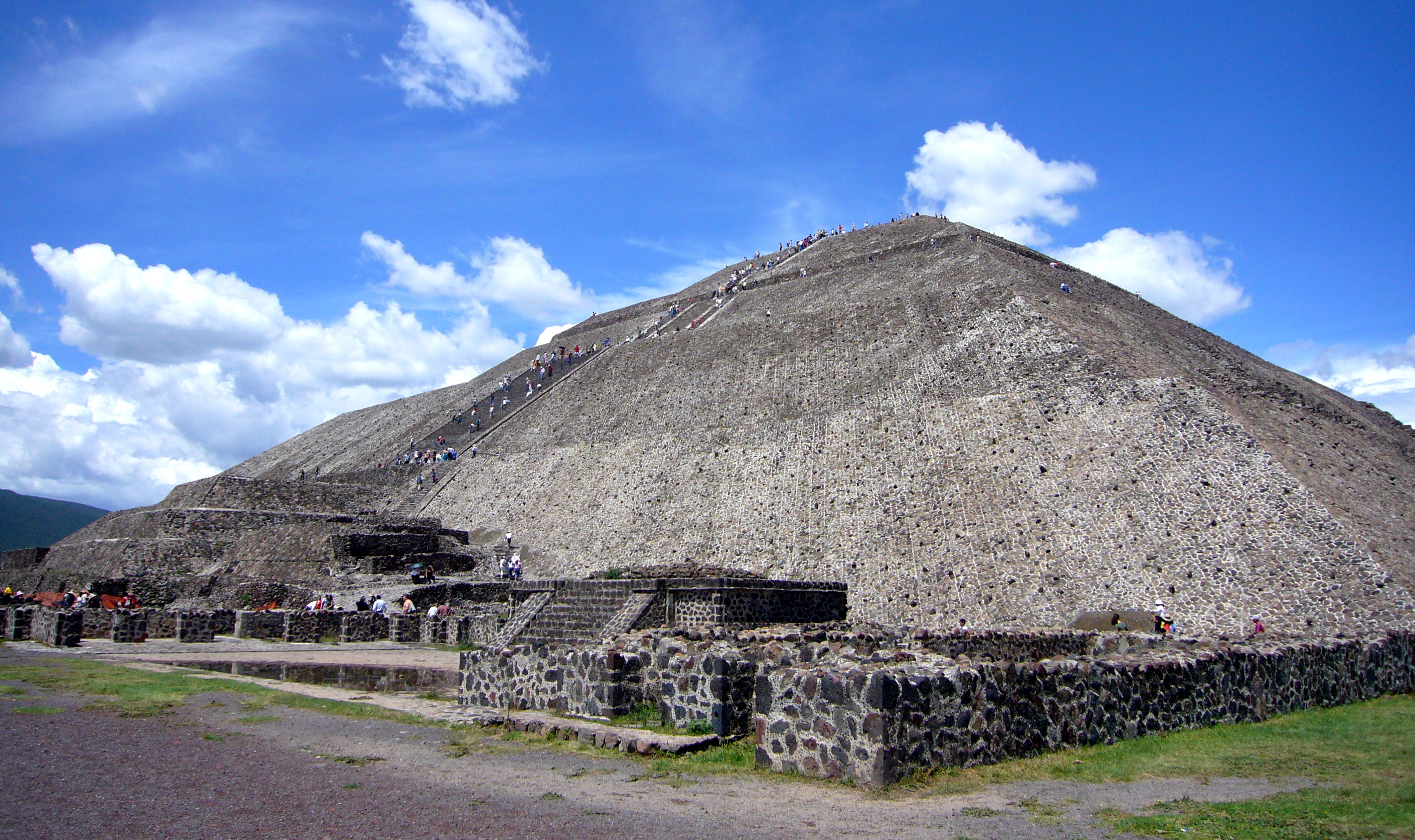
La Piramide del Sole

Sui lati dell'ampio viale centrale della città, chiamato "Viale dei Morti" (traduzione del nome Nahuatl Miccaohtli), sorgono ancora imponenti edifici cerimoniali, tra i quali l'immensa Piramide del Sole (la seconda per grandezza tra le piramidi del nuovo mondo dopo la Grande piramide di Cholula), la Piramide della Luna e molte altre piattaforme costruite con lo stile talud-tablero. Gli Aztechi credevano che queste ultime fossero tombe e da quest'idea trassero il nome assegnato al viale. Oggi sappiamo che si trattava di altari cerimoniali, sopra i quali venivano eretti dei templi.

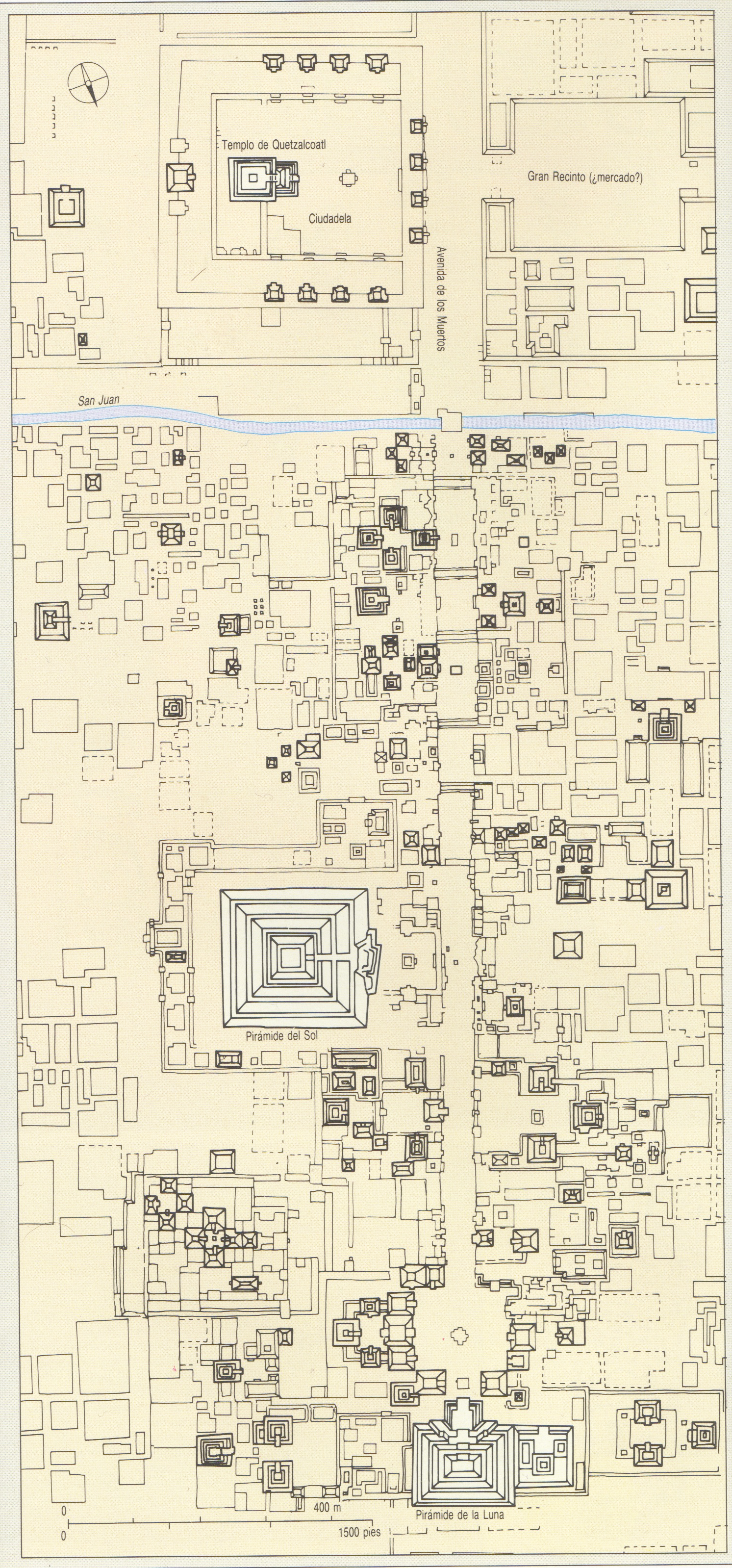
Mappa del sito archeologico

Più avanti, lungo il Viale dei Morti, si trova l'area conosciuta come La Cittadella che comprende il Tempio del Serpente Piumato, oggi piuttosto rovinato. Quest'area consisteva in una vasta plaza circondata da templi che rappresentava il fulcro politico-religioso della città. Il nome Cittadella le è stato attribuito dagli Spagnoli, che credettero si trattasse di una fortezza. Nei palazzi che si trovano vicino ai templi vivevano molti degli abitanti di Teotihuacan più ricchi e potenti. Il più grande di questi ha una superficie di più di 3.300 m2. La gente comune viveva invece in grandi costruzioni residenziali, paragonabili alle insule romane, che sorgevano un po' in tutto il resto della città. Molti di questi edifici contenevano anche botteghe e laboratori artigianali che producevano e vendevano oggetti di ceramica e altri beni.
La disposizione geografica di Teotihuacan è un ottimo esempio di pianificazione urbana centroamericana: il posizionamento degli edifici è, in accordo con le convinzioni dell'epoca, una rappresentazione simbolica dell'universo. Il reticolato urbano è allineato con precisione a 15,5° nord-est. Il Viale dei Morti, in particolare, sembra puntare verso il Cerro Gordo che si trova a nord della Piramide della Luna.

## Il sito archeologico
La conoscenza e il ricordo delle enormi rovine di Teotihuacán non furono mai perduti. La città abbandonata fu meta di pellegrinaggi in epoca azteca, durante la quale era considerata legata al mito di Tollan, il luogo dove era stato creato il sole. In seguito, anche i primi conquistadores spagnoli ne rimasero sorpresi ed affascinati. A partire poi dall'Ottocento è considerata uno dei siti archeologici più famosi e interessanti per i turisti e i visitatori del Messico.
Nel diciannovesimo secolo furono intrapresi alcuni scavi archeologici minori, mentre scavi e restauri più significativi iniziarono nel 1905 sotto la guida dell'archeologo Leopoldo Batres, lavori che culminarono con il (maldestro) restauro della Piramide del Sole, realizzato per celebrare il centennale dell'indipendenza del Messico nel 1910. Negli anni 1917-1928, 1960-65 e 1980-82 sono state eseguite delle altre importanti serie di scavi e restauri. Alcuni degli edifici sono stati ricostruiti e Teotihuacan dispone ora anche di vari musei. Gli scavi sono comunque tuttora in corso.
Gli scavi del 1905-1910 e quelli, pionieristici, precedenti, furono condotti in un'ottica nazionalista, ricercando in questa città il mito di fondazione del Messico per smarcarlo dalla conquista spagnola, ma con un'importante contraddizione: il porfirismo (che politicamente li sponsorizzava) era espressione delle classi ricche creole, in stragrande maggioranza bianche e ispanizzate, affette da un duraturo pregiudizio razzista verso i nativi.
Gli scavi iniziati nel 1917 al contrario furono svolti, tra mille difficoltà, nello spirito della rivoluzione messicana, e quindi volti al recupero di un'identità che si voleva meticcia e mescolante elementi indigeni ed europei, esaltando anche l'elemento nativo nello spirito dello zapatismo e degli ideali rivoluzionari. Inoltre gli scavi, soprattutto dopo la fine della rivoluzione, furono compiuti con maggiore scientificità, senza la libertà di restauri ricostruttivi ma solo di quelli conservativi, utilizzando team di ricercatori internazionali e/o formati in ambito internazionale. I risultati, sebbene limitati al centro della città, furono subito evidenti ed in questa direzione, che incrocia sempre più i metodi e le pratiche desunte dall'antropologia, si sta lavorando ancora adesso.

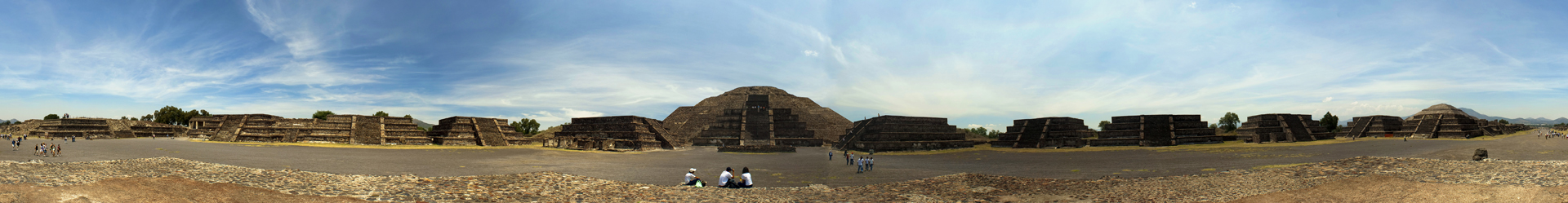
Vista del complesso archeologico

### Calzada de los Muertos

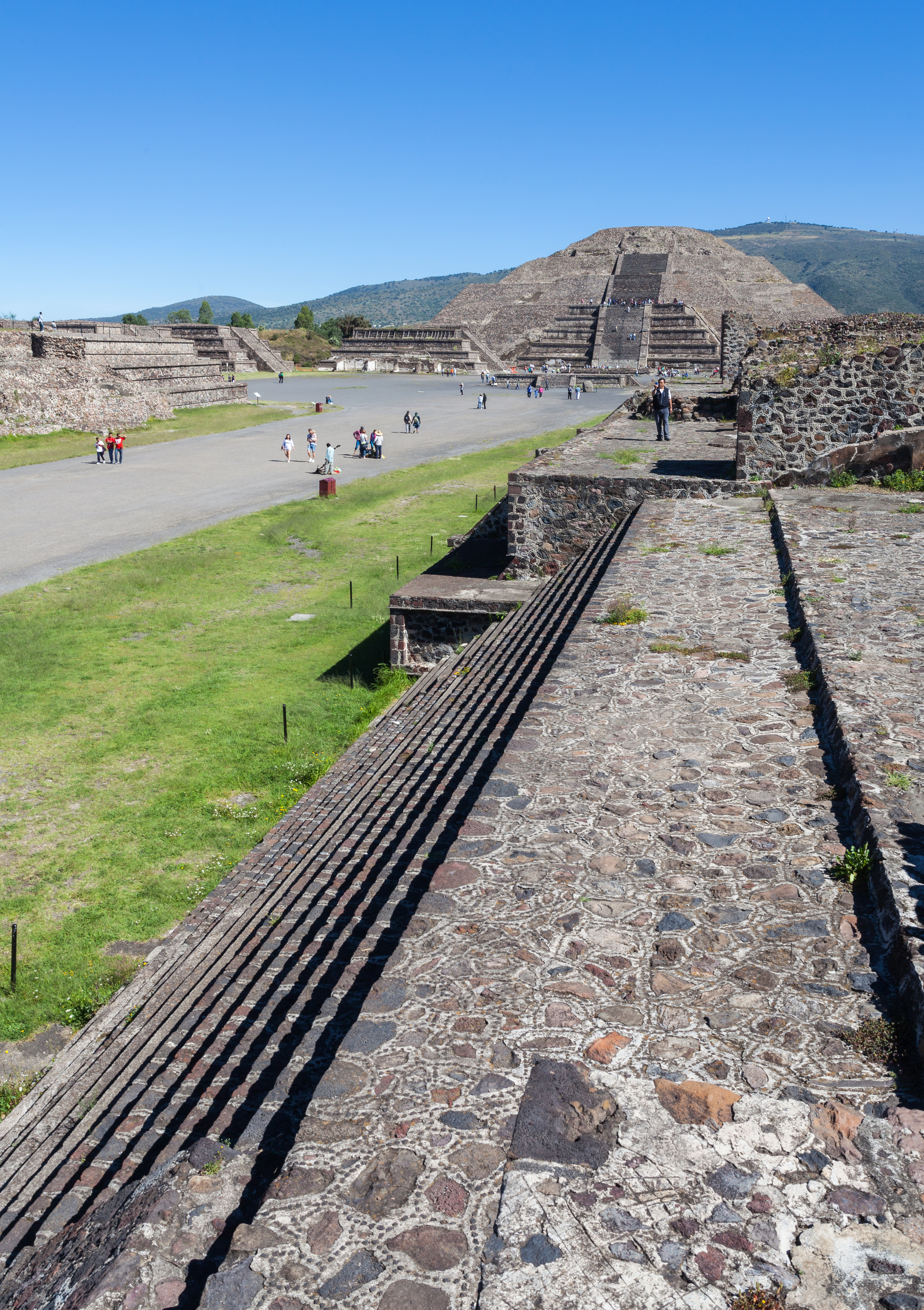
Scorcio sulla Calzada de los Muertos

Chiamata dagli spagnoli Calzada de los Muertos (in italiano: "Strada dei morti") e dagli Aztechi in lingua nahuatl classica Miccaótli, è l'asse di comunicazione principale della antica città: si tratta di un ampio viale lungo circa 4 km e largo 45 m, con andamento da nord a sud, dove si affacciano tutti i maggiori e più famosi monumenti di Teotihuacan. Il nome, probabilmente, deriva dai cumuli di terra che, all'arrivo degli spagnoli, ricoprivano le numerose piramidi poste ai suoi lati e che furono ritenute tombe di importanti personalità.
L'intero viale, dalla piazza della piramide della Luna alla Ciudadela (dove interseca un'altra via), misura circa 2 km di lunghezza con una larghezza media di 45 m. I due estremi possiedono un dislivello di circa 25 m che è stato risolto costruendo delle rampe a gradini posti ad intervalli lungo il viale.
La Calzada de los Muertos possiede anche un piccolo ponte che sovrasta il Rio San Juan.

### Ciudadelae tempio di Quetzalcòatl
La Ciudadela si trova sul lato destro della via dei morti. Fu chiamata così dagli spagnoli che ritenevano, erroneamente, che fosse le rovine di una cittadella fortificata. Si trattava, invece, di uno dei più importanti centri cerimoniali cittadini. Essa si presenta come un'enorme spianata, con il lato lungo circa 400 metri, con quattro piattaforme sopraelevate.
All'interno, nascosto da un'alta piattaforma dotata di ripidi scalini, vi è il "tempio di Quetzalcòatl". Il tempio è a base piramidale con quattro corpi scalabili (in origine, forse, sei), con stupendi ornamenti che non hanno uguali in tutta la città. Le rampe lisce a fianco delle scalinate sono ornate da sculture che riproducono la testa del Dio Quetzalcòatl, mentre al centro si trovano rappresentazioni di Quetzalcòatl e del Dio Tlaloc, una divinità molto importante nella città di Teotihuacan. Altri ornamenti sono costituiti da rilievi che rappresentano il serpente piumato e conchiglie marine.
Nel 2010, gli archeologi hanno scoperto un antico tunnel (probabilmente chiuso intorno al 200 d.C.) che si estende di 12 metri sotto il Tempio di Quetzalcoatl portando ad una serie di gallerie.

### Palazzo della Farfalla Quetzal
Alla sinistra della piazza vi è il Palazzo della Farfalla Quetzal o Palacio del Quetzalpapàlots. Uno degli edifici residenziali più importanti e più massicci, era sicuramente utilizzato come abitazione ufficiale dai grandi sacerdoti della città.